# 古椰贝丘遗址
古椰贝丘遗址位于中国广东省佛山市高明区荷城街道泰兴村古椰自然村鲤鱼岗侧。考古学家考证后，认为该遗址相当于中原夏商时代，而当时高明地区的文化水平大概属于新石器时代水平。

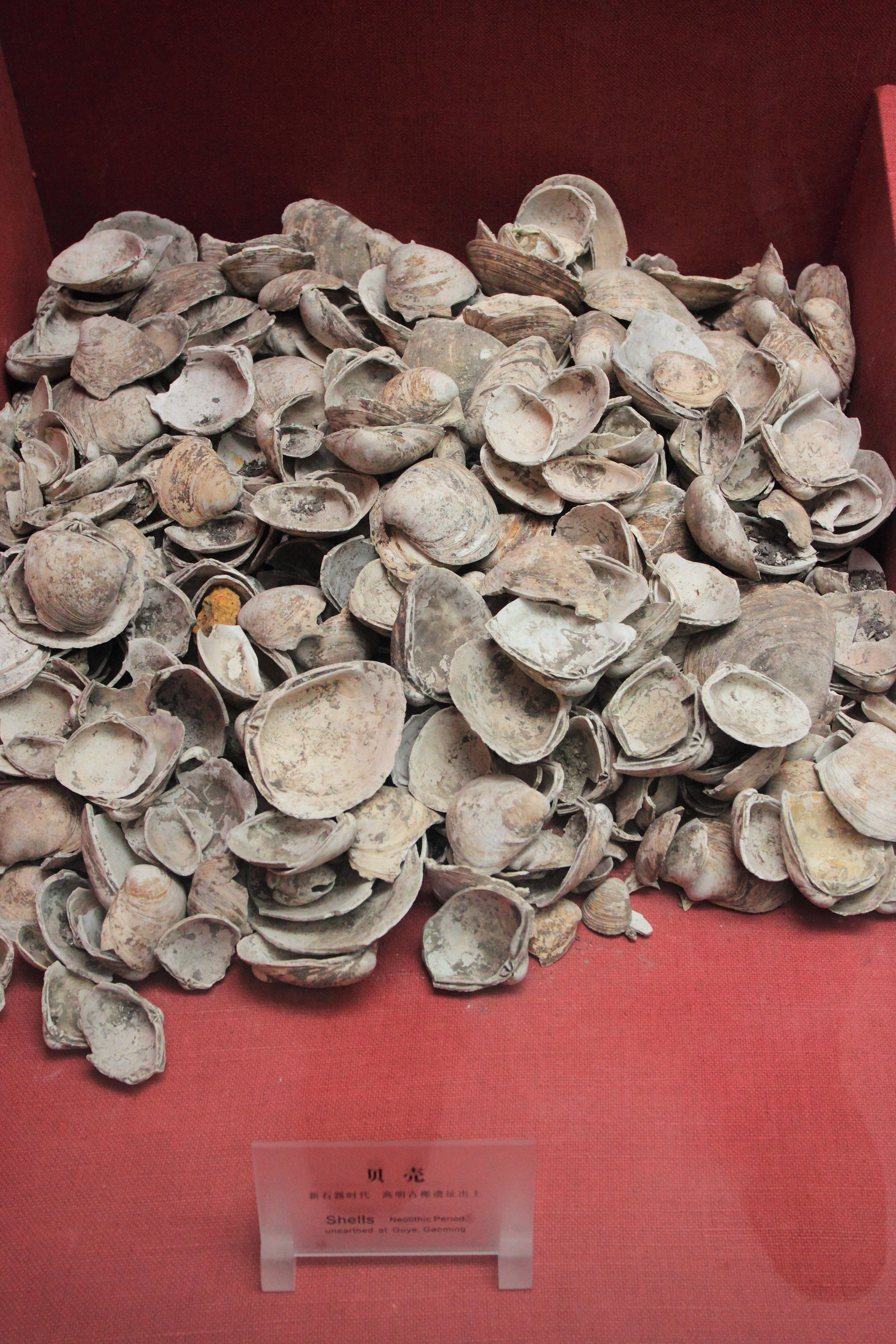
高明古椰遗址出土贝壳，新石器时代 （广东省博物馆 —— 广东历史文化陈列）

该遗址是2008年全国十大考古新发现之一，对研究广东省，尤其是珠江三角洲地区的新石器时代文化, 有非常重要的价值。